# Castelul din Allaman
Castelul Allaman este un castel din orașul Allaman din cantonul Vaud din Elveția. Edificiul își are originea în secolele XI/XII, dar componentele principale au fost construite în 1253 de Louis, Duce de Savoia - Conte de Vaud. Monumentul face parte din inventarul elvețian al proprietăților culturale de importanță națională și regională.
Contele Jean-Jacques de Sellon, un filantrop înstărit din Geneva care a militat pentru eliminarea pedepsei cu moartea, fiul Hortensiei Gallatin, sora lui Albert Gallatin, a deținut proprietatea până în anul 1839, unde a oferit găzduire mai multor refugiați politici. Au fost cazați aici Napoleon Bonaparte, împărăteasa Joséphine de Beauharnais, ducele de Bassano - Camillo Benso Conte de Cavour, Voltaire, Franz Liszt și George Sand. În 1820, Jean-Jacques de Sellon a fondat Society of Peace, care a fost precursoarea Societății Națiunilor și Organizației Națiunilor Unite. La Castelul Allaman a avut loc în anul 1830 primul summit internațional pentru pace. Din acel moment, castelul a fost denumit „Castelul păcii”.
Castelul Allaman este astăzi una dintre cele mai mari proprietăți private din Elveția. Domeniul are peste 330.000 de metri pătrați și are o zonă locuită de circa 6.200 metri pătrați. Proprietatea este înconjurată de parcuri, grădini, păduri private și culturi de viță-de-vie. Castelul a fost restaurat recent și este deținut de o familie elvețiană.